# Brook Benton
Brook Benton, de son vrai nom Benjamin Franklin Peay, est un auteur-compositeur-interprète de rhythm and blues, de soul et de rock 'n' roll né le 19 septembre 1931 à Camden, Caroline du Sud et décédé le 9 avril 1988 à New York.

## Carrière
En 1948, Benton s'installe à New York où il rejoint plusieurs groupes de gospel comme The Langfordaires, The Jerusalem Stars et le Golden Gate Quartet. Il se joint ensuite à un groupe de rhythm and blues, les Sandmen qui ne connaîtront pas de gros succès. 
Okeh Records lui suggère ensuite de faire une carrière solo sous le nom de Brook Benton. À cette époque, il utilise Cliff Smalls comme pianiste et directeur musical pendant plus de sept ans.
Dès 1965 il connait une longue éclipse mais il réapparaît en 1970 avec le titre "Rainy night in Georgia" écrit par Tony Joe White, qui constitue probablement son plus gros succès commercial. 
Il se retire ensuite quelques années à New York. Presque inconnu en France, il figurait encore sept ans après sa retraite parmi les quarante plus gros vendeurs de disques aux États-Unis. 
Il  décède le 9 avril 1988 des suites d'une méningite cerébro-spinale à Queens, New York.

## Compositions
Au cours de sa carrière, Benton a composé plus de 300 chansons d'abord pour Nat King Cole, Clyde Mc Phatter, Roy Hamilton, dont les hits "It's just a mater of time" (1959) "Boo weevil son" (1961), "Hotel Happiness" (1962) repris par Sheila sous le titre "Le ranch de mes rêves". Mais ses plus grands succès en 1960 ont sans contexte été "Baby" (you've got what it takes) et "A Rockin' Good Way" chantés en duo avec Dinah Washington trois ans avant la mort de celle-ci.

## Discographie

### Albums
| Année | Album                                                      | U.S. Pop |
| ----- | ---------------------------------------------------------- | -------- |
| 1959  | This Time of Year                                          | 12       |
| 1961  | Golden Hits                                                | 82       |
| 1961  | The Boll Weevil Song And 11 Other Great Hits               | 70       |
| 1962  | If You Believe                                             | 77       |
| 1962  | Singing the Blues - Lie to Me                              | 40       |
| 1963  | Golden Hits, Volume 2                                      | 82       |
| 1967  | Laura (What's He Got That I Ain't Got)                     | 156      |
| 1969  | Do Your Own Thing                                          | 189      |
| 1970  | Brook Benton Today                                         | 27       |
| 1970  | Homestyle                                                  | 199      |
| 1977  | The Incomparable Brook Benton - 20 Greatest Hits (Warwick) | -        |

### Singles
| Année | Single                                                    | US Pop | US R&B | US AC | UK Singles Chart | Album                      |
| ----- | --------------------------------------------------------- | ------ | ------ | ----- | ---------------- | -------------------------- |
| 1958  | "A Million Miles from Nowhere"                            | 82     | -      | -     | -                | -                          |
| 1959  | "Endlessly"                                               | 12     | 3      | -     | 28               | -                          |
| 1959  | "Hurtin' Inside"                                          | 78     | 23     | -     | -                | -                          |
| 1959  | "This Time of the Year"                                   | -      | -      | -     | -                | This Time of the Year      |
| 1959  | "It's Just a Matter of Time"                              | 3      | 1      | -     | -                | It's Just a Matter of Time |
| 1959  | "So Close"                                                | 38     | 5      | -     | -                | -                          |
| 1959  | "So Many Ways"                                            | 6      | 1      | -     | -                | -                          |
| 1959  | "Thank You Pretty Baby"                                   | 16     | 1      | -     | -                | -                          |
| 1959  | "With All My Heart"                                       | 82     | -      | -     | -                | -                          |
| 1960  | "Baby (You've Got What It Takes)" (with Dinah Washington) | 5      | 1      | -     | -                | -                          |
| 1960  | "Fools Rush In (Where Angels Fear to Tread)"              | 24     | 5      | -     | 50               | Songs I Love to Sing       |
| 1960  | "Someday You'll Want Me to Want You"                      | 93     | -      | -     | -                | -                          |
| 1960  | "Kiddio"                                                  | 7      | 1      | -     | 41               | -                          |
| 1960  | "A Rockin' Good Way" (with Dinah Washington)              | 7      | 1      | -     | -                | -                          |
| 1960  | "The Same One"                                            | 16     | 21     | -     | -                | -                          |
| 1960  | "The Ties That Bind"                                      | 37     | 15     | -     | -                | -                          |
| 1961  | "For My Baby"                                             | 28     | 2      | -     | -                | -                          |
| 1961  | "Frankie and Johnny"                                      | 20     | 14     | 6     | -                | The Boll Weevil Song       |
| 1961  | "It's Just a House Without You"                           | 45     | -      | 8     | -                | -                          |
| 1961  | "Think Twice"                                             | 11     | 6      | -     | -                | -                          |
| 1961  | "The Boll Weevil Song"                                    | 2      | 2      | 1     | 30               | The Boll Weevil Song       |
| 1962  | "Hit Record"                                              | 45     | 19     | -     | -                | -                          |
| 1962  | "Lie to Me"                                               | 13     | 3      | -     | -                | Singing The Blues          |
| 1962  | "Revenge"                                                 | 15     | 12     | -     | -                | -                          |
| 1962  | "Shadrack"                                                | 19     | -      | -     | -                | -                          |
| 1962  | "The Lost Penny"                                          | 77     | -      | -     | -                | -                          |
| 1962  | "Still Waters Run Deep"                                   | 89     | -      | -     | -                | -                          |
| 1962  | "Walk on the Wild Side"                                   | 43     | -      | -     | -                | -                          |
| 1963  | "Hotel Happiness"                                         | 3      | 2      | -     | -                | -                          |
| 1963  | "I Got What I Wanted"                                     | 28     | 4      | 14    | -                | Singing The Blues          |
| 1963  | "Dearer Than Life"                                        | 59     | -      | -     | -                | -                          |
| 1963  | "My True Confession"                                      | 22     | 7      | 8     | -                | Singing The Blues          |
| 1963  | "Two Tickets to Paradise"                                 | 32     | 15     | 8     | -                | -                          |
| 1964  | "Another Cup of Coffee"                                   | 47     | 47     | 13    | -                | -                          |
| 1964  | "Going Going Gone"                                        | 35     | 35     | -     | -                | -                          |
| 1964  | "A House is Not a Home"                                   | 75     | 75     | 13    | -                | -                          |
| 1964  | "Too Late to Turn Back Now"                               | 43     | 43     | 14    | -                | -                          |
| 1964  | "Lumberjack"                                              | 53     | 53     | 15    | -                | -                          |
| 1964  | "Do It Right"                                             | 67     | 67     | -     | -                | -                          |
| 1965  | "Love Me Now"                                             | 100    | -      | 37    | -                | -                          |
| 1965  | "Mother Nature, Father Time"                              | 53     | 26     | 9     | -                | Mother Nature, Father Time |
| 1967  | "Laura (What's He Got That I Ain't Got)"                  | 78     | -      | 37    | -                | -                          |
| 1968  | "Weakness in a Man"                                       | -      | -      | 36    | -                | -                          |
| 1968  | "Do Your Own Thing"                                       | 99     | -      | 26    | -                | -                          |
| 1969  | "Nothing Can Take the Place of You"                       | 74     | 11     | -     | -                | -                          |
| 1970  | "Don't It Make You Want to Go Home"                       | 45     | 31     | 4     | -                | Home Style                 |
| 1970  | "My Way"                                                  | 72     | 25     | 35    | -                | Today                      |
| 1970  | "Rainy Night in Georgia"                                  | 4      | 1      | 2     | -                | Today                      |
| 1971  | "Shoes"                                                   | 67     | 18     | 18    | -                | -                          |
| 1978  | "Making Love is Good for You"                             | -      | 49     | -     | -                | -                          |